# Kim Engelbrecht
Kim Suzanne Engelbrecht (Ciudad del Cabo, 20 de junio de 1980) es una actriz sudafricana reconocida por sus papeles como Lolly de Klerk en la telenovela Isidingo, Noma Banks en la serie de ciencia ficción Dominion y Marlize DeVoe en el seriado de The CW The Flash. Ha desempeñado gran parte de su trayectoria en los medios en la ciudad de Johannesburgo.

## Biografía
Inició su carrera a los doce años, cuando obtuvo el papel de Sara en la producción italiana Sarahsara, en la que interpretó a una joven sudanesa que nada desde la Isla de Capri hasta Nápoles. Más adelante se desempeñó como presentadora del programa de variedades juvenil Take5 en la década de 1990. Desempeñó un importante papel en la elogiada película sudafricana de 2006 Bunny Chow, bajo la dirección de John Barker.

Después de integrar el reparto de la serie Dominion entre 2014 y 2015, Engelbrecht logró reconocimiento internacional al interpretar el papel de Marlize DeVoe en la cuarta temporada (2017/2018) de la serie estadounidense The Flash. En una entrevista con Kyle Zeeman del diario Sunday Times, la actriz afirmó:
"Fue increíble trabajar con actores como Grant Gustin y Neil Sandilands, quien también es sudafricano. Estoy entrando en un programa que es el más grande de su red y ya está en su cuarta temporada. Tiene una gran base de fanáticos y eso conlleva una gran cantidad de presión. Entiendo que es un gran programa y que es algo grande para mi país, por eso quiero hacerlo bien".

## Filmografía

### Cine y televisión
| Año       | Título                | Papel             |
| --------- | --------------------- | ----------------- |
| 1994      | Sarahsara             | Sarah             |
| 1998      | Isidingo              | Lolly van Onselen |
| 2004      | Boy Called Twist      | Nancy             |
| 2005      | The Flyer             | Mickey            |
| 2006      | Bunny Chow            | Kim               |
| 2012      | Rugby Motors          | Leona             |
| 2013      | Wie is de Mol?        | Ella misma        |
| 2013      | Death Race 3: Inferno | Kelly O'Donnell   |
| 2013      | Mad Dogs              | Greta             |
| 2013      | Geraamtes in die Kas  | Aesha Abrahams    |
| 2014      | Konfetti              | Bianca Beekman    |
| 2014      | SAF3                  | Becca Connors     |
| 2014-15   | Dominion              | Noma Banks        |
| 2015      | Eye in the Sky        | Lucy Galvez       |
| 2017      | Deadly Leaks 2        | Layla             |
| 2017      | Dating Game Killer    | Joanne            |
| 2017-2018 | The Flash             | Marlize DeVoe     |